# Epinotodonta fumosa
Epinotodonta fumosa är en fjärilsart som beskrevs av Matsumura 1919. Epinotodonta fumosa ingår i släktet Epinotodonta och familjen tandspinnare. Inga underarter finns listade i Catalogue of Life.